# Sexy Commando Gaiden: Sugoiyo! Masaru-san
Sexy Commando Gaiden: Sugoiyo! Masaru-san (セクシーコマンドー外伝 すごいよ!!マサルさん Sekushī Komandō Gaiden Sugoiyo!Masaru-san?) es un manga y anime creado por Kyōsuke Usuta y publicado en la revista Shōnen Jump.

## Argumento
Fumiya Okometsubu es un nuevo estudiante en el instituto Wakame. Es un estudiante tímido y vergonzoso que tiene como objetivo vital, el hacer 100 amigos en su nuevo instituto.Su objetivo empieza a tener algunas complicaciones ya que su entrada al instituto se ve marcada por la vuelta de otro estudiante, este es Masaru Hananakajima. Este se marchó durante 3 meses para vivir en el bosque y así poder practicar un nuevo tipo de arte marcial. Masaru es un tipo raro y siempre esta en su mundo de fantasía y lleno de surrealismo.Estos dos jóvenes se encuentran y entablan amistad y esto hace que fundan el club de arte marcial "Sexy Commando" para reclutar estudiantes de la escuela.

## Personajes
- Fumiya Okometsubu "Fu-min" es nuevo en la escuela Wakame. Es un chico aparentemente normal, pero un poco tímido al entablar relación con los demás jóvenes. Sus andanzas con masaru le harán vivir grandes aventuras y conocer a mucha gente.

- Masaru Hananakajima este joven, no es un joven cualquiera es el poseedor de la técnica "Sexy Commando". Su cabeza es un sinfín de barbaridades disparatadas. Su lógica es surrealista y su postura para dormir no es la menos "adecuada".

- Machahiko Kondo es un estudiante que su inspiración es ser el más "macho". A pesar de esta peculiar ambición es un joven honesto y amable.

- Tsuyoshi Isobe es lo que se puede decir "querer y no poder". Siempre ha soñado con ser el más fuerte, pero su cuerpo es de lo más débil y enclenque que existe. Masaru lo apoda como "Kyasharin", que significa huesos vivientes.

- Datos: Q910676